# Blister (canción)
«Blister» es uno de los sencillos extraídos del álbum Clarity, de Jimmy Eat World. Fue distribuido por EMI Electrola GMBH & CO.KG y Capitol y producido por Mark Trombino.

## Listado de canciones
1. «Blister»
2. «Goodbye Sky Harbor» (live)
3. «What Would I Say to You Now»

- Datos: Q4035203